# Tadellöser & Wolff (Roman)

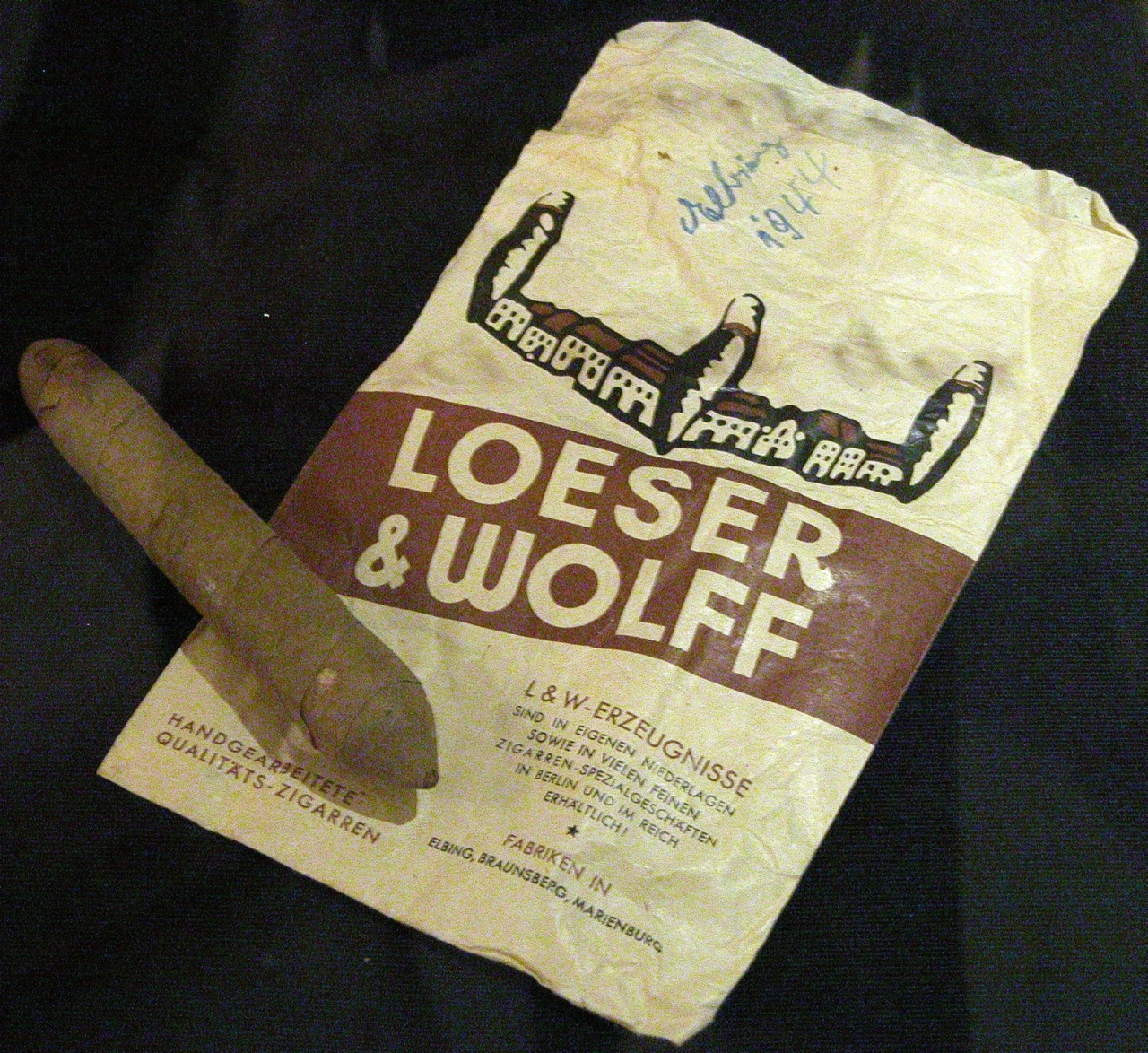
Aus Loeser & Wolff entstand der Romantitel Tadellöser & Wolff nach einer Redensart Karl Kempowskis.

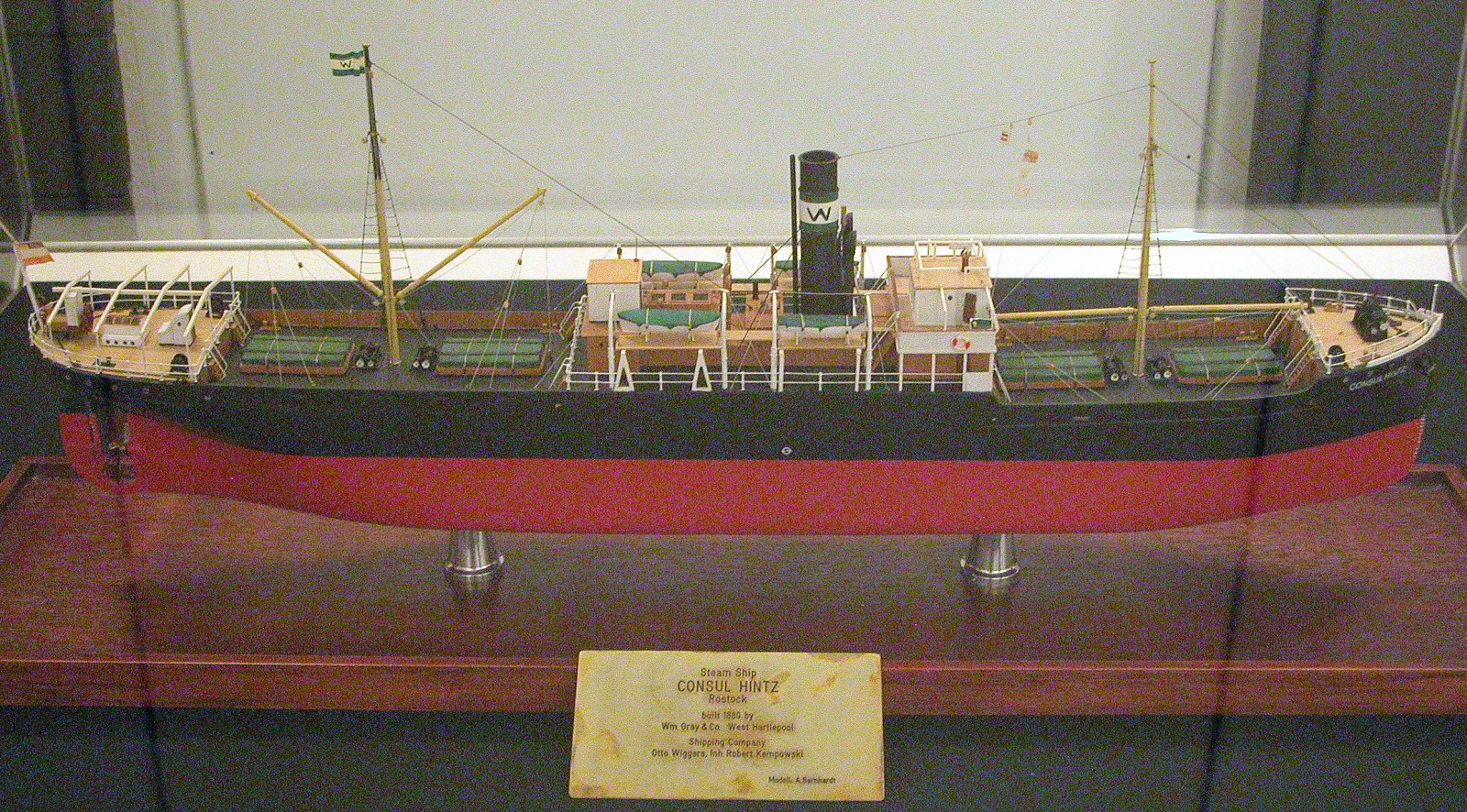
Modell des Dampfers Consul der Reederei Otto Wiggers, deren Inhaber Karl Kempowski war.

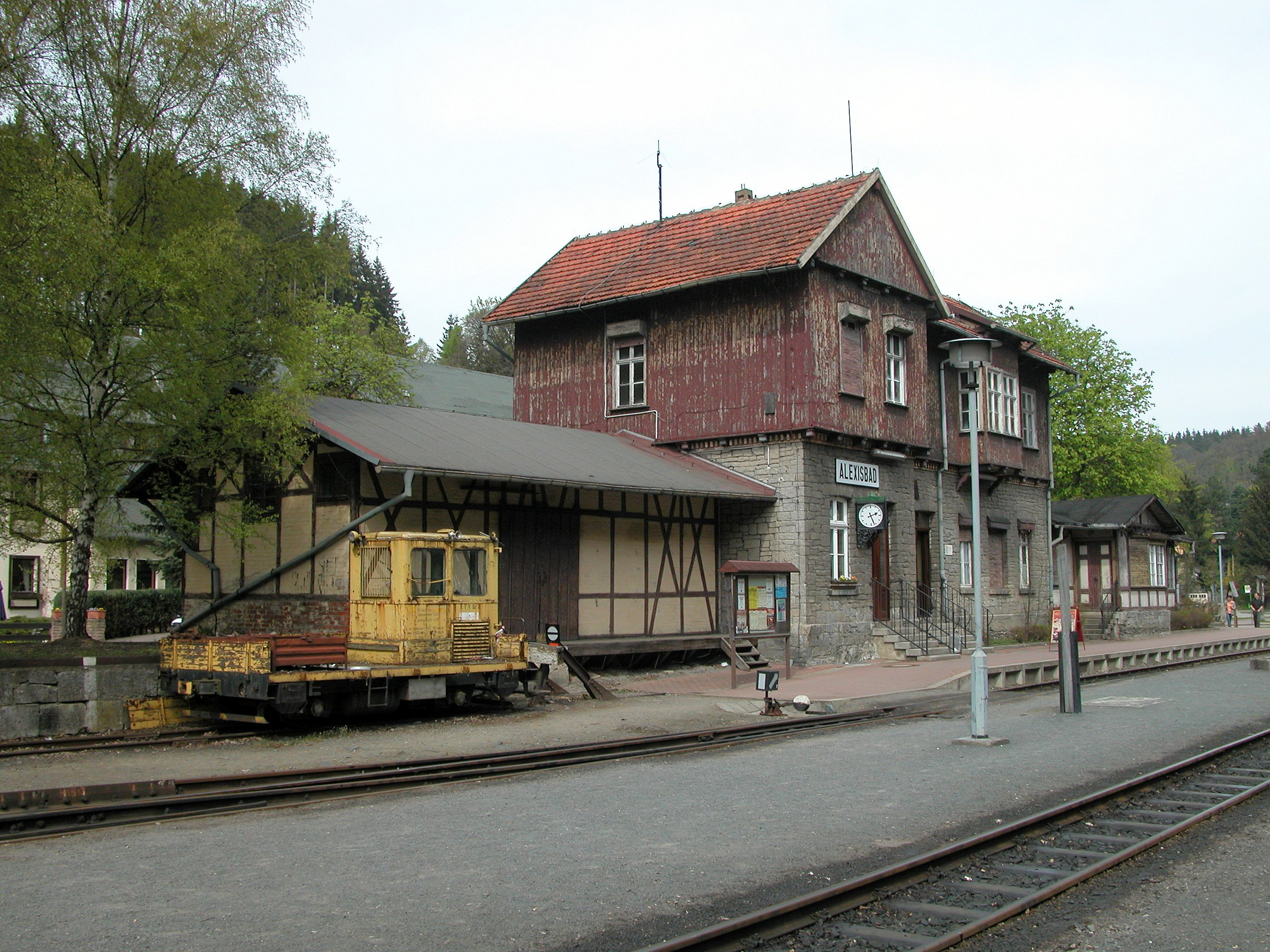
Der Bahnhof von Alexisbad, im Buch als „Sophienbad“ Ferienreiseziel der Kempowskis.

Tadellöser & Wolff ist ein Roman von Walter Kempowski, in dem der Autor Erinnerungen an seine Kindheit und Jugend während der Jahre 1938 bis 1945 verarbeitet. Das Werk erschien 1971 und bildet den vierten Teil der Deutschen Chronik.

## Handlung
Walter Kempowski wächst zusammen mit seinen Eltern und zwei Geschwistern, der sieben Jahre älteren Ulla und dem sechs Jahre älteren Robert, in Rostock auf. Sein Vater Karl ist Veteran des Ersten Weltkriegs und Reeder, seine Mutter Grete Hausfrau.
Zu Beginn zieht die Familie innerhalb Rostocks um; es werden die Familienmitglieder sowie die Nachbarn Woldemann, mit Tochter Ute, und der Hausbesitzer Krause vorgestellt. Walter sieht auf seinem Schulweg, dass die Synagoge beim Pogrom vom 9. November 1938 zerstört worden ist. Er geht mit den Pimpfen auf Fahrt; sein Bruder Robert interessiert sich für Mädchen und amerikanische Musik. Man macht Urlaub im Harz. Nach Ausbruch des Zweiten Weltkriegs wird sein Vater in die Armee eingezogen (1941) und nach Frankreich geschickt. 1942 beginnen die Luftangriffe auf Rostock, die Wohnung der Kempowskis bleibt jedoch bis auf zerbrochenes Glas verschont. Ein junger Däne, Sven Sörensen, der in der Reederei des Vaters arbeitet, wird von der Gestapo festgenommen und verhört, da er die von Bomben zerstörten Häuser in einen Stadtplan eingezeichnet hat. Grete Kempowski setzt sich für ihn ein und erreicht seine Freilassung. Breiten Raum nimmt die Schilderung der Nachhilfe bei Tante Anna (= Frau Kröger) ein; Walter wird Hordenführer in der HJ. Ulla studiert Anglistik; Sörensen macht die kritische Sicht eines Dänen auf Deutschland deutlich, er wirbt um Ulla. Später heiratet Sörensen Walters Schwester Ulla und zieht mit ihr nach Kopenhagen.
Immer wieder gerät Walter in Konflikt mit der Hitlerjugend; so weigert er sich beispielsweise, die Haare kurz zu schneiden, und erfindet immer neue Ausreden, um die HJ-Uniform nicht anziehen zu müssen. Gegen Ende des Krieges wird Walter zum Dienst in einer Strafeinheit der HJ eingezogen und arbeitet als Kurier für die Wehrmacht. Ein Auftrag führt ihn nach Berlin, das er unmittelbar vor dem Einmarsch der Roten Armee verlassen kann. Zurückgekehrt nach Rostock nimmt die Mutter die Möglichkeit, mit einem Dampfer zu fliehen, nicht wahr, sondern entscheidet sich, auf die Rückkehr ihres Mannes von der Front zu warten. In der letzten Szene des Buches sitzt Walter mit seiner Mutter auf dem Balkon und erwartet die Ankunft der sowjetischen Soldaten.

## Familienjargon und Redensarten
Ein prägendes Merkmal des Romans sind spezielle Sprüche und Redensarten, mit denen Familienmitglieder miteinander kommunizieren. Vereinzelt fanden diese Redewendungen Eingang in den bundesdeutschen Sprachalltag.

## Rezeption
Im Buch fällt der Name Auschwitz nur im Zusammenhang mit einem Zeitungsartikel über ein blutiges Ehedrama auf offener Straße. Von der zeitgenössischen Kritik wurde Kempowski vorgeworfen, er habe an dieser Stelle auf „perfide“ Weise Naivität inszeniert. Kempowski selbst schrieb in Sirius, er habe Auschwitz erwähnt, um angesichts der im Buch thematisierten Luftangriffe auf Hamburg deutschem Selbstmitleid vorzubeugen und den Leser daran zu erinnern, „was gleichzeitig im Osten geschah“.

## Verfilmung
Das ZDF verfilmte den Roman 1975 als Fernsehfilm in zwei Teilen. Regie führte Eberhard Fechner.